# L'Enfer (roman de Belletto)
Pour les articles homonymes, voir L'Enfer.
L'Enfer est un roman de René Belletto publié le 1er janvier 1986 aux éditions POL et ayant reçu la même année le prix Femina et le prix du Livre Inter.

## Résumé
L'été la ville de Lyon désertée, abrutie sous un soleil de plomb. Michel n'en peut plus. Il est au bord du précipice et envisage le saut final et ultime avec langueur et délectation.

« J'allai me pencher à la fenêtre, pratiquement murée. On aurait pu atteindre le mur aveugle et lépreux d'en face avec un crayon neuf. Nulle fraîcheur. L'air sans mouvement, ici moins qu'ailleurs, étouffait... J'ouvris la porte-fenêtre. 1er août. La rue de la République était déserte. Lyon s'était vidé en un jour et une nuit. Personne. J'aurais pu me croire seul au monde. Je fis un pas sur le balcon. On ne pouvait d'ailleurs guère en faire plus. »

Commence alors l'enfer : lettre de suicide à sa mère ; flacon de barbiturique bien caché dans le dernier tiroir de la commode ; chaleur et solitude. La table est mise. Ensuite, considérant qu'il n'a rien à perdre, Michel se lancera dans des aventures aussi rocambolesques qu'incroyables pour en arriver à la conclusion que l'avenir n'appartient qu'aux audacieux.

## Éditions
- Éditions POL, 1986,  (ISBN 2-86744-052-1).
- Éditions Gallimard, « Folio » no 4489, 2007,  (ISBN 9782070338757).